# Schijndel
Schijndel (anhörenⓘ) ist ein Ort und eine ehemalige Gemeinde in der niederländischen Provinz Noord-Brabant. Am 1. Januar 2017 wurde Schijndel in die Gemeinde Meierijstad eingegliedert. Zur ehemaligen Gemeinde gehörte auch das 2 km östlich gelegene kleine Dorf Wijbosch.

## Lage und Wirtschaft

### Lage
Der Ort liegt zwischen ’s-Hertogenbosch und dem 10 km südlicher gelegenen Eindhoven und gehört zum ländlichen Gebiet der Meierij van ’s-Hertogenbosch. Etwa vier Kilometer östlich, im Nachbarort Veghel, befindet sich eine Ausfahrt der Autobahn A50 (Eindhoven–’s-Hertogenbosch–Arnheim).

### Hopfen
Im 18. Jahrhundert war Schijndel bekannt für seinen Hopfen-Anbau. Schijndel zählte damals sieben Brauereien. 2004 gab es eine Machbarkeitsstudie zur Wiedereinführung des Hopfenanbaus. 2005 wurde ein Versuchsfeld angelegt, der Anbau erwies sich als wirtschaftlich. Ein Teil des Hopfens wird seit 2006 von der kleinen örtlichen Brauerei Sint Servattumus verwendet. Seit 2007 wird dort auch Dinkelbier gebraut.

### Gewerbe
Wichtige ortsansässige Industrie:
- Firma Bolsius, eine seit 1871 betriebene Kerzenfabrik. Des Weiteren gibt es viel Kleingewerbe und Landwirtschaft.

## Geschichte
Im Jahr 1299 wurde der Ort als Skinle erstmals erwähnt, der Name soll „Rinde-Wald“ bedeuten (vergleiche Englisch skin = Haut). Es gab dort im Mittelalter einen Wald, in dem die Rinde gefällter Bäume für Gerberlohe geerntet wurde. Der Achtzigjährige Krieg (1568–1648) brachte der Gegend viel Elend und Armut. Danach wurde der katholische Glaube der Menschen unterdrückt: Nordbrabant war ein „Generalitätsland“ der Republik der Vereinigten Niederlande, wo der Calvinismus Staatsreligion war. Im 18. Jahrhundert fanden die Menschen mit der Viehwirtschaft und der Herstellung von Holzschuhen ein karges Auskommen. Eine Verbesserung trat erst im späten 19. Jahrhundert ein, als der Ort ab 1873 vorübergehend einen Bahnhof hatte. Damals gab es viele Gerbereien. Jansen de Wit, eine Strumpffabrik, wurde 1915 gegründet, 1981 stillgelegt und 1986 abgerissen. Das Werk war vor allem bekannt wegen seiner zwei auffälligen hohen Schornsteine. Zum 1. Januar 2017 schloss sich Schijndel mit den Gemeinden Veghel und Sint-Oedenrode zur neuen Gemeinde Meierijstad zusammen.

## Söhne und Töchter des Ortes
- Andrew Henry van de Ven (1945–2022), Wirtschaftswissenschaftler
- Annemies Tamboer (* 1948), Musikarchäologin
- Hein van de Geyn (* 1956), Jazzmusiker
- Winy Maas (* 1959), Architekt
- Ronald Mutsaars (* 1979), Radrennfahrer
- Marloes Keetels (* 1993), Hockeyspielerin
- Rai Vloet (* 1995), Fußballspieler

## Trivia
Der Schutzpatron von Schijndel ist Sankt Servatius, der auch in der rechten Hälfte des Gemeindewappens abgebildet ist.
Regionale Künstler, darunter auch Amateure, haben im 20. Jahrhundert das Dorf mit etwa 80 Standbildern und Skulpturen geschmückt.
Im Kinofilm New Kids Turbo aus dem Jahr 2010 wird die Stadt von einer riesigen Bombe, die ursprünglich den Nachbarort Maaskantje zerstören sollte, getroffen. Im Nachfolger New Kids Nitro tobt schließlich ein erbitterter Kampf zwischen einer Gruppe junger Männer und einer Frau aus Schijndel und einer Gruppe junger Männer aus Maaskantje. Dadurch kam auch Schijndel in das Blickfeld von New-Kids-Fans, die zu Besuchen bei Schauplätzen der Serie und der Filme bisher fast ausschließlich nach Maaskantje gereist waren.